# Paloveopsis emarginata
Paloveopsis emarginata är en ärtväxtart som beskrevs av John Macqueen Cowan. Paloveopsis emarginata ingår i släktet Paloveopsis och familjen ärtväxter. Inga underarter finns listade i Catalogue of Life.